# Vyacheslavite
La vyacheslavite è un minerale.